# Ershovita
La ershovita es un mineral de la clase de los silicatos. Fue llamada así en honor de Vadim Viktorovich Ershov (1939-1989).

## Características químicas
La ershovita es un inosilicato de fórmula química K3Na4(Fe,Mn,Ti)2Si8O20(OH,O)4·4H2O. Cristaliza en el sistema triclínico. Forma agregados fibrosos paralelos. Su dureza en la escala de Mohs es 2,5 a 3.
Según la clasificación de Nickel-Strunz, la ershovita pertenece a "9.DF.15 - Inosilicatos con 2 cadenas múltiples periódicas" junto con los siguientes minerales: chesterita, clinojimthompsonita, jimthompsonita, paraierxovita, tvedalita, bavenita y bigcreekita.

## Formación y yacimientos
La ershovita fue descrita por primera vez a partir de dos muestras halladas en el macizo de Jibiny (Óblast de Múrmansk, Rusia). Posteriormente sólo ha sido encontrada en otro lugar de este macizo. Se encuentra en pegmatitas hiperagpaíticas sin meteorizar.